# Flaga Brandenburgii
Flaga Brandenburgii – flaga niemieckiego kraju związkowego Brandenburgia. Wzorowana jest na herbie tego kraju związkowego. Składa się z dwóch poziomych pasów, czerwonego i białego, a na środku znajduje się herb. Przeszła kilka zmian.
W obecnej formie uchwalona 30 stycznia 1991 roku. Proporcje 3:5.

Flaga obowiązująca w latach 1945–1952
Flaga obowiązująca w roku 1945